# ムービル

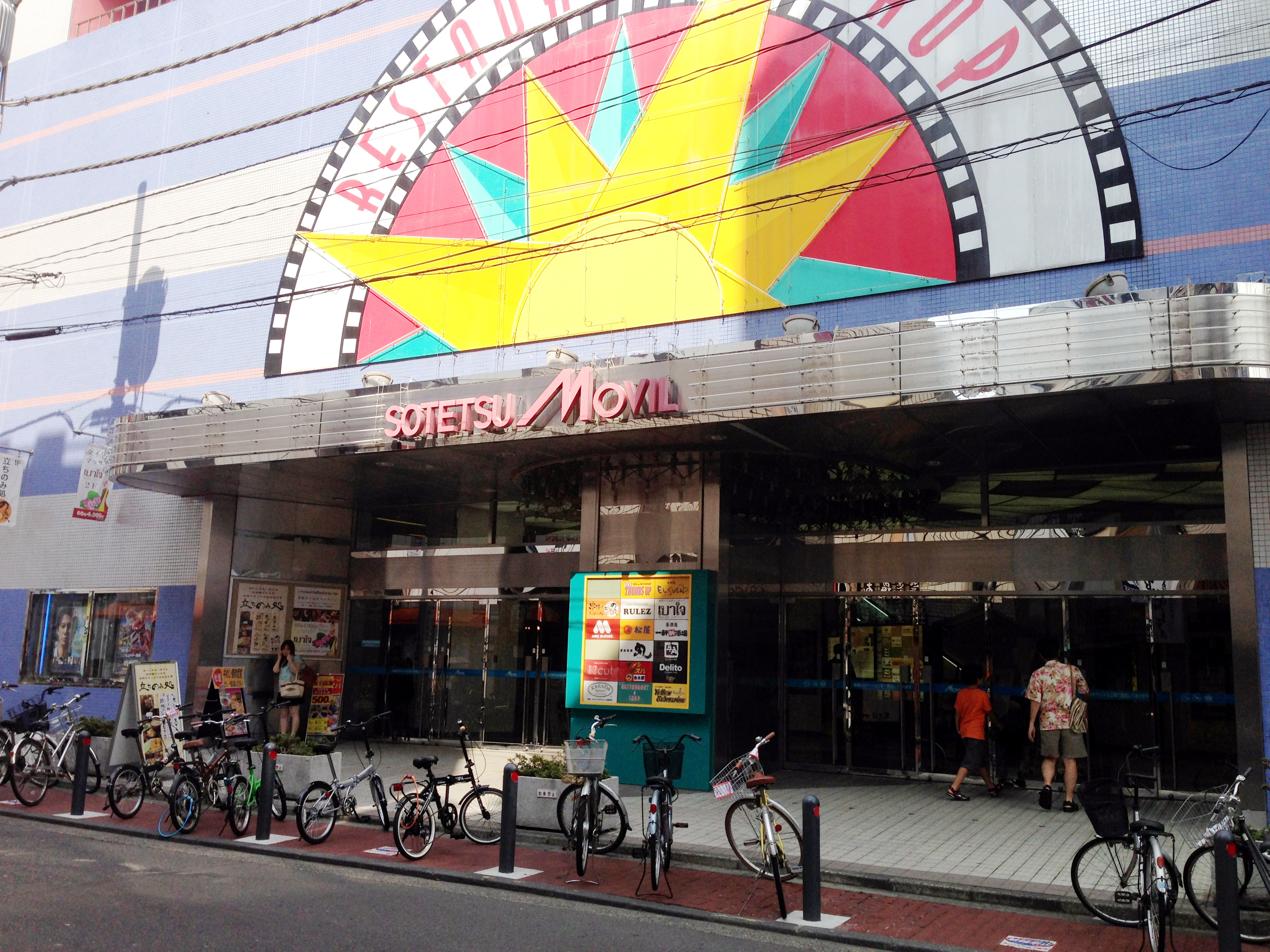
正面入口（西側）

ムービル（MOVIL）は、神奈川県横浜市西区の横浜駅西口付近にある映画館。複合施設「相鉄ムービル」（そうてつムービル、正式名称: 相鉄南幸第2ビル）内の2階と4階に位置する。109シネマズを全国で展開する東急レクリエーションが運営・管理する。
本項では隣接地の施設や再開発計画についても扱う。

## 概要

### 前身
1956年4月2日、相鉄不動産によって横浜駅名品街（現在の相鉄ジョイナスの通路付近）内に「第1劇場」および「第2劇場」の2館体制で映画館を開業し、1958年9月19日に「第3劇場」を開業。1962年8月に相鉄興業（現・相鉄ローゼン）に譲渡された。第3劇場は1969年9月30日閉館。第1劇場・第2劇場は、後節の初代「相鉄ムービル」の開業に伴い1971年3月5日に閉館。
一方、これとは別に1957年9月21日、相鉄不動産によって相鉄文化会館（現在は相鉄ジョイナスの敷地の一部、横浜駅西口郵便局付近）に「第1劇場」、「地下劇場」、「相鉄演芸場」（寄席）の3館体制で開業。こちらも1962年8月に相鉄興業に譲渡し、初代「相鉄ムービル」の開業に伴い1971年3月5日に閉館。
上記の劇場名は相鉄ホールディングス社史の記述によるものであり、実際の劇場名は下記の通りに変遷を重ねた。
| 館名                   | 変遷 |
| ---------------------- | --- |
| 横浜駅名品街第1劇場    | 1956年4月2日相鉄映画劇場（松竹洋画系→東宝洋画系） →1962年12月10日相鉄東宝劇場（東宝封切） |
| 横浜駅名品街第2劇場    | 1956年4月2日相鉄地下劇場（邦画名画→邦画名画・一部大映系） |
| 横浜駅名品街第3劇場    | 1958年9月19日相鉄大映劇場（大映封切） →1961年9月29日相鉄東宝劇場（東宝封切） →1962年12月10日相鉄松竹 （松竹傍系の相模興行に賃貸。松竹封切） →1964年12月20日相鉄日活劇場（日活封切） |
| 相鉄文化会館第1劇場    | 1957年9月21日相模松竹（松竹傍系の相模興行に賃貸。松竹封切） →1962年12月10日相鉄映画劇場（直営化。東宝洋画系） |
| 相鉄文化会館地下劇場   | 1957年9月21日相鉄名画座（洋画名画） →1957年12月28日相鉄日活劇場（日活封切） →1959年1月22日相鉄東映劇場（東映封切） |
| 相鉄文化会館相鉄演芸場 | 1957年9月21日相鉄演芸場・相鉄こども劇場 （昼間は漫画映画などを上映。夜間は落語定席） →1959年9月1日劇場名を相鉄演芸場に統一。昼間は邦画名画 →1961年4月29日相鉄東宝劇場（東宝封切） →1961年9月29日相鉄大映劇場（大映封切） →1962年4月29日相鉄文化劇場 （ATG封切→1963年8月3日日活封切→洋画名画） |

### 初代
相鉄ジョイナス（新相鉄ビル）の建設に伴い横浜駅名店街・相鉄文化会館の取り壊しが決定したため、1971年3月5日、相模鉄道本社（相鉄ビル）北側に初代「相鉄ムービル」（相鉄映画館ビル、相鉄ビル・相鉄映画館ビルのいずれも、現在は横浜ベイシェラトン ホテル&タワーズの敷地の一部）を開館し、2か所に分かれていた映画館を集約。「相鉄映画劇場」（東宝洋画系）、「相鉄文化劇場」（松竹・東急系）、「相鉄東宝劇場」（東宝邦画系）、「相鉄東映劇場」（のちの相鉄国際劇場、東宝洋画系）、「相鉄名作劇場」（のちの相鉄中央劇場、東映→松竹邦画系）の5館体制で数々のヒット作を上映（#データも参照）。2代目となる後節の相鉄ムービルへの移転に伴い、1988年11月7日に閉鎖。

### 2代
横浜駅西口駅前再開発事業により、相模鉄道本社・初代相鉄ムービル・高島屋駐車場ビル用地に横浜ベイシェラトン ホテル&タワーズを建設することが決定したため、1988年11月12日に現在地へ移転し、2代目となる「相鉄ムービル」を開業。建物内には、5館の映画館「相鉄ムービル1-5」の他に本多劇場グループの経営による小劇場演劇専用の「相鉄本多劇場」（2014年11月30日閉館）も開設し、ライブハウスやジャズバー、相鉄不動産・相鉄エージェンシー（現・横浜メディアアド）も入居した。
しかし2000年代になり、ワーナー・マイカル・シネマズみなとみらい（1999年9月10日開業、現・イオンシネマみなとみらい）などのシネマコンプレックスが同市内に台頭した影響で、徐々に客足を奪われると共に営業損失の計上が続くようになる。このため2005年11月17日、相鉄は映画館5館を2006年5月31日で閉館することを発表した。

### 東急傘下へ
2006年4月26日、オーナーの相鉄ビルマネジメントは、映画館部分の後継テナントとして6月1日より東急レクリエーションが出店することを発表、劇場名は「ムービル」（映画館名簿ではムービル1-5）となった。同年12月9日に内装を一新。2011年3月12日、3Dデジタルシステム「MasterImage 3D」を導入しリニューアル。また、109シネマズとの提携により、109シネマズポイントカードの各種サービスが受けられるようになった。
ただし、建物の「相鉄第2南幸ビル」（相鉄ムービル）は引き続き相鉄グループが所有しており、「横浜駅西口大改造構想」の一環として当建物の建て替えが行われる予定である（詳細は#再開発計画参照）。

## データ

### 初代ムービル
- 所在地：神奈川県横浜市西区北幸1丁目3番23号 相鉄映画館ビル
- 運営：相鉄興業（現・相鉄ローゼン、1971年3月5日 - 1988年11月7日）

2代目ムービルに移転するため閉館した。
1F
相鉄東宝劇場
相鉄東映劇場 → 相鉄国際劇場（1977年4月29日より）
相鉄名作劇場 → 相鉄中央劇場（1977年4月29日より）
3F
相鉄映画劇場
相鉄文化劇場

### 2代目ムービル
- 所在地：神奈川県横浜市西区南幸2丁目1番22号 相鉄第2南幸ビル
- 運営：相鉄ローゼン（1988年11月12日 - 2006年5月31日）→東急レクリエーション（2006年6月1日 - 現在）
- 支配人：近沢善孝（2005年）→板倉竜也（2006年[20]）

| スクリーン名 | 所在階 | 座席数 | 備考                                        |
| ------------ | ------ | ------ | ------------------------------------------- |
| ムービル1    | 2階    | 529    | 5.1chデジタルサウンド                       |
| ムービル2    | 2階    | 312    | 6.1chサラウンドEX 車椅子用スペース有り      |
| ムービル3    | 4階    | 506    | 6.1chサラウンドEX、DTS                      |
| ムービル4    | 4階    | 337    | 6.1chサラウンドEX、DTS 車椅子用スペース有り |
| ムービル5    | 4階    | 269    | 6.1chサラウンドEX 車椅子用スペース有り      |

## 隣接地の施設

### DMM VR THEATER
隣接地の駐車場跡には相鉄アーバンクリエイツが「YOKOHAMA SOTETSU SQUARE（横浜相鉄スクエア）」を開設しており、常設型では世界初となる3DCGホログラフィック専用エンターテインメント劇場「DMM VR THEATER（ディーエムエム・ヴイアール・シアター）」（2015年9月11日開業）や飲食店の「ポムポムプリンカフェ」（同年10月28日開店）を設置している。
DMM VR THEATERは、初音ミクのライブを手がける DMM.futureworks（旧・ワイドワイヤワークス）やコンサートホールを運営する Zeppホールネットワーク、チケットの販売を行うローソンエンタテインメントなどが企画・運営に参加している。また、ステージ企画は DMM.futureworks と大型ホログラフィック・ステージ・システム「eyeliner」を開発したスピンの studioTED（スタジオテッド）が共同で行う。舞台では原則CG映像のみの中長期公演を想定しており、コンサートやゲーム、伝統芸能など多様な興行に対応するとしている。
第一弾公演は X JAPAN のギタリスト・hide のライブホログラフィック先行プレミアム公演「hide crystal project presents RADIOSITY -prologue-（ヒデ・クリスタルプロジェクトプレゼンツ・レディオシティ・プロローグ）」で、同年10月から行われる本公演「hide crystal project presents RADIOSITY（ヒデ・クリスタルプロジェクトプレゼンツ・レディオシティ）」との二部構成になっている。
しかし、物件契約（賃貸借契約）の満了でDMM VR THEATERは2020年4月末に閉館となった（新型コロナウィルス流行の影響で休業していたポムポムプリンカフェは同年9月末に正式閉店）。

### 1000 CLUB
DMM VR THEATERの跡地（改装利用）に、エル・ディー・アンド・ケイが運営する収容数約1,000人のライブハウス「1000 CLUB（サウザンド クラブ）」が、2020年7月末開業。同年8月5日にかりゆし58がこけら落しライブを行った。

### 横浜西口一番街
ポムポムプリンカフェの跡地には飲食店7店舗が出店する居酒屋横丁「横浜西口一番街」が2021年3月20日にオープンしている。

## 再開発計画
「エキサイトよこはま22（横浜駅周辺大改造計画）」では、当館が入る建物「相鉄第2南幸ビル」（相鉄ムービル）の再開発も想定されている。
相鉄グループは2024年9月に「横浜駅西口大改造構想」を発表し、その第一弾として2020年代後半より当建物や前節の隣接地など含めて一体的に再開発（合わせてムービル街区と呼称）が行われる予定である。2025年4月に相鉄グループの新たな中期経営計画（2025年度〜2027年度）が公表され、その中で2026年以降にムービル街区（1期）の建て替え事業に着手することが示されており、2026年度中に当建物全体の営業を終了し、そのまま同年度から解体工事に着手する方針である。